# اجتثاث المسيحية في فرنسا خلال الثورة الفرنسية

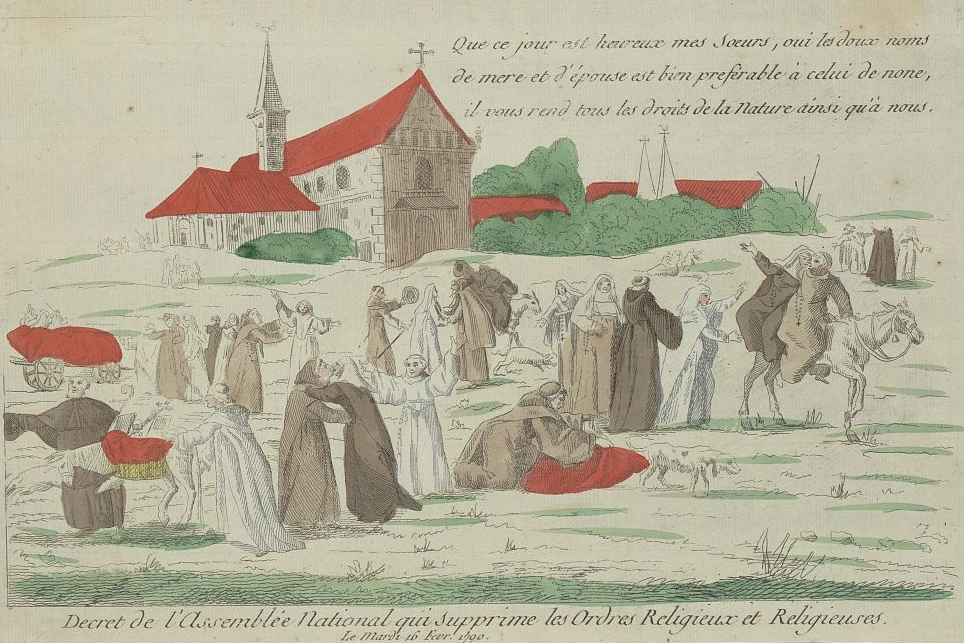
وصف مكتبة الكونجرس: "تُظهِر المطبوعة رهبانًا وراهبات يستمتعون بحريتهم المكتسبة حديثًا، وبعضهم يحمل ممتلكاته على الخيول والعربات، وبعضهم يعانق بعضه البعض، ويتبادل أحد الزوجين القبلات بينما يركب الآخر معًا على ظهور الخيل." الترجمة: "مرسوم الجمعية الوطنية الذي حل جميع رهبانيات الرهبان والراهبات. الثلاثاء 16 فبراير 1790. ما أسعد هذا اليوم يا أخواتي! نعم، الأسماء المسالمة "الأم" و"الزوجة" أفضل بكثير من "الراهبة"، فهي تمنحك كل حقوق الطبيعة، وبالتالي لنا." المتحدث راهب سابق، يخاطب الراهبات السابقات. ينبع روح الدعابة في النص الأصلي من الغموض المتعمد حول ما إذا كان الراهب يتحدث عن منحه حقوق الطبيعة، أم الراهبات أنفسهن.

اجتثاث المسيحية من فرنسا خلال الثورة الفرنسية وصف متعارَف عليه لنتائج عدد من السياسات المستقلة التي نفذتها حكومات متعددة في فرنسا بين بداية الثورة الفرنسية عام 1789 والكونكوردات عام 1801، وهي التي وضعت أساس السياسات اللائكية الأقل راديكالية اللاحقة. اختلف هدف الحملة بين عام 1790 و1794 بين استيلاء الحكومة على الأراضي الواسعة والأموال الطائلة التي كانت لدى الكنيسة الغاليكانية (الكنيسة الكاثوليكية الرومانية في فرنسا) إلى إنهاء الشعائر الدينية المسيحية والدين نفسه. جرى نقاش واسع بين العلماء في مسألة دعم الشعب لهذه الحركة.
بدأت الثورة الفرنسية أولًا بالهجوم على فساد الكنيسة وغنى رجال الدين الأعلين، وهو فعل يتفق معه كثير حتى من المسيحيين، لأن الكنيسة الغاليكانية كان لها دور سلطوي في فرنسا قبل الثورة. خلال فترة عامين سميت عهد الإرهاب، تزايد عنف العداوة لرجال الدين تزايدًا لم يعهده التاريخ الأوروبي الحديث. قمعت السلطات الدينية الجديدة الكنيسة، وتخلصت من الحكم الملكي الكاثوليكي، وأمّمت ممتلكات الكنيسة، ونفت 30 ألف كاهن، وقتلت مئات. في أكتوبر 1793، أُحِلّ محل التقويم المسيحي تقويم آخر يبدأ بيوم الثورة، وحُدّدت فيه أعياد للحرية والعقل والكيان الأعلى. نشأت أنواع جديدة من الدين الأخلاقي، منها دين الإله الأعلى الربوبي، ودين العقل الإلحادي، وكان للحكومة وصاية قليلة على الأول في أبريل 1794.

## الدين والكنيسة الكاثوليكية في الحكم الملكي

### قبل عام 1789
في فرنسا في القرن الثامن عشر، كانت الأغلبية العظمى من الناس تنتمي إلى الكنيسة الكاثوليكية إذ كانت الكاثوليكية منذ إبطال مرسوم نانت عام 1685 الدين الوحيد المسموح به في المملكة. ومع هذا، لم تزل أقليات من البروتستانتيين الفرنسيين (معظمهم هوغونوتيون ولوثريون ألمان في الألزاس) واليهود، في بداية الثورة. وقع الملك لويس السادس عشر مرسوم فرساي، الذي يعرف باسم مرسوم التسامح، في السابع من نوفمبر عام 1787، ولكن هذا لم يعطي غير الكاثوليكيين في فرنسا الحق في ممارسة أديانهم على الملأ، إنما أعطاهم حقوقهم القانونية والمدنية، التي تشمل حقهم في عقد الزواج من دون التحول إلى الدين الكاثوليكي. وفي الوقت نفسه، كان الإباحيون ينشرون الإلحاد والعداء لرجال الدين.
أسّس النظام القديم لسلطة رجال الدين بجعلهم الطبقة الأولى في المجتمع. ولما كانت الكنيسة الكاثوليكية أكبر مالك للأراضي في البلد، فقد كانت تتحكم بالأملاك التي تأتي بعائدات كثيرة من مستأجريها، وكان لها دخل ضخم أيضًا من جمع العشور. ولما كانت الكنيسة هي التي تسجل المواليد والوفيات والزواجات، وكانت المؤسسة الوحيدة التي تبني المشافي والمدارس في بعض أجزاء البلد، كان لها تأثير على جميع المواطنين.

### بين عام 1789 وعام 1792
من أهم أحداث الثورة الفرنسية إلغاء صلاحيات الطبقة الأولى والثانية عشيّة يوم الرابع من أغسطس عام 1789. وبالخصوص، إلغاء ضريبة العشور التي كان يجمعها رجال الدين الكاثوليك.

أقرّ إعلان حقوق الإنسان والمواطن عام 1789 بحرية الدين في فرنسا بهذه الشروط:
البند 4 – الحرية هي فعل أي شيءٍ ما لم يضرّ الآخرين، أي ممارسة الحقوق الطبيعية للإنسان في حدود تضمن أن يستمتع بها نفسها أفراد المجتمع الباقون. لا يمكن النص على هذه الحدود إلا بالقانون.

البند 10 – لا يُضايَق أحد من أجل آرائه، حتى آرائه الدينية، ما دام تجلّي هذه الآراء لا يخلّ بالنظام العام الذي أسسه القانون.
في العاشر من أكتوبر عام 1789، استولى التجمع الوطني التأسيسي على كل أملاك الكنيسة الكاثوليكية وأراضيها وقرر بيعها بالأسينيات.
في الثاني عشر من يوليو عام 1790، مرّر التجمع الدستور المدني لرجال الدين الذي أخضع الكنيسة الكاثوليكية في فرنسا للحكومة الفرنسية. ولم يكن هذا الدستور مقبولًا مطلقًا عند البابا ولا عند رجال الدين عالي المقام في روما.

## سياسات السلطات الثورية الجديدة
شمل برنامج إزالة المسيحية الذي وُجّه ضد الكاثوليكية، ثم ضد كل أشكال المسيحية:
- تدمير التماثيل واللوحات وكل الأيقونات في دور العبادة
- تدمير الصلبان والأجراس ومظاهر العبادة الخارجية
- تأسيس أديان ثورية ومدنية، منها دين العقل وبعده دين الكائن الأعلى (ربيع 1794)
- فرض قانون في 21 أكتوبر عام 1793 يقضي باستحقاق كل الكهنة الذين رفضوا قبول الولاء للدولة حسب الدستور المدني لرجال الدين، للقتل على الملأ، هم ومن يؤويهم

من أبرز أحداث إزالة المسيحية في فرنسا مهرجان العقل، الذي عُقد في كاتدرائية نوتردام في العاشر من نوفمبر عام 1793.
يمكن النظر إلى الحملة ضد المسيحية على أنها امتداد منطقي للفلسفات المادية لبعض قادة التنوير مثل فولتير، أما أصحاب النيّات السيئة فقد قدمت لهم فرصة ليظهروا غضبهم على الكنيسة الكاثوليكية ورجالها (بفضل عداوة رجال الدين المتعارف عليها).

## الثورة والكنيسة
في أغسطس عام 1789، ألغت الدولة قدرة الكنيسة على فرض الضرائب. أصبحت قضية أملاك الكنيسة قضية أساسية في سياسات الحكومة الثورية الجديدة. بعد إعلان أن أملاك الكنيسة في فرنسا تعود إلى الأمة الفرنسية، صدرت الأوامر بمصادرتها وبيعت في المزاد العلني. في يوليو 1790، نشر التجمع التأسيسي الوطني الدستور المدني لرجال الدين الذي أعفى رجال الدين من حقوقهم الخاصة، فأصبح رجال الدين موظفين في الجكومة، منتخَبين في أبرشياتهم وأسقفياتهم، وقُرّر إنقاص عدد الأسقفيات، وطولب كل الكهنة بالقسم على ميثاق الولاء للنظام الجديد، وإلّا واجهوا الإقالة أو النفي أو الموت.
لم يكن للكخنة الفرنسيين أن يقبلوا هذا الميثاق إلا بموافقة البابا، وقضى بيوس السادس نحو ثمانية أشهر يتدبّر في القضية. في الثالث عشر من أبريل عام 1791، رفض البابا الدستور، وهو ما أدى إلى انقسام في الكنيسة الكاثوليكية الفرنسية. أصبح أكثر من نصف الكهنة كهنةً رسميين، عُرفوا باسم رجال الدين الدستوريين، والباقون كهنة معارضين.
في سبتمبر 1792، شرّع التجمع التشريعي الطلاق، خلافًا للعقيدة الكاثوليكية. في الوقت نفسه، أصبحت الحكومة هي المسؤولة عن سجلات الولادات والوفيات والزواج، بدلًا من الكنيسة. أدّى انتشار الرأي بأن الكنيسة قوة معارضة للثورة إلى مظالم اقتصادية واجتماعية وانتشار للعنف في المدن والبلدات في أرجاء فرنسا.
في باريس بدأت مع انحلال الهيئة التشريعية في الثاني من سبتمبر عام 1792 فترة 48 ساعة قتلت فيها الحشود الغاضبة ثلاثة أساقفة ومئتي كاهن ذبحًا، وكان هذا جزءًا مما سمي بعد ذلك مذبحة سبتمبر. كان المهنة ممن أُغرقوا في إعدامات جماعية بتهمة الخيانة بأمر جان بابتيست كاريي، وجرت إعدامات جماعية أخرى شملت رهبانًا وراهبات في ليون، بتهمة الانفصالية، بأمر من جوزيف فوشيه وكالوت ديربوا. سُجن مئات الكهنة وعانوا ظروفًا فظيعة في ميناء روشفور.
مررت الهيئة التشريعية قوانين ضد الكنيسة، وكذلك خليفتها، المؤتمر الوطني، وكذلك مجالس الأقاليم، في أرجاء البلاد. كان الدافع وراء كثير من قوانين إزالة المسيحية عام 1793 هو الاستيلاء على ذهب الكنيسة وفضتها لتمويل الجهود الحربية. في نوفمبر 1793، ألغى مجلس مقاطعة أندر ولوار كلمة ديمانش (أي: الأحد). وأُحلّ محلّ التقويم الجورجي الذي أصدره البابا غريغوري الثالث عشر في عام 1582، تقويم جمهوري فرنسي ألغيت فيه عطلة السبت وأيام القديسين وكل الإشارات إلى الكنيسة. وأصبح الأسبوع عشرة أيام. ثم أصبح واضحًا، أن 9 أيام متواصلةً من العمل كان عددًا كبيرًا، وأن العلاقات الدولية لا يمكن إجراؤها من دون العودة إلى النظام الجورجي، الذي كان مستعملًا في كل مكان في العالم خارج فرنسا. في النهاية، عادت فرنسا إلى التقويم الجورجي عام 1795.